# Теракт в синагозі на бульварі Неве-Яаков
Тяжкий теракт в Ізраїлі. Увечері в п'ятницю, 27 січня, терорист на ім'я Хайрі Алькам зайшов у синагогу на бульварі Неве-Яаков в Єрусалимі і відкрив вогонь по тих, хто молиться. В результаті стрілянини загинули 8 (серед них громадянин і громадянка України) людей і ще кілька поранено. Серед них 70-річна жінка (у критичному стані) та 14-річна дитина. Зазначається, що терориста, який відкрив вогонь по людям, які виходили з синагоги після вечірньої п'ятничної молитви, було вбито правоохоронцями при спробі втекти на автомобілі.
Терорист відкрив вогонь по людям, які виходили з синагоги після п'ятничної вечірньої молитви. Повідомляється, що терорист був членом ХАМАС. Поліція обшукує територію на предмет нових терористів.
Як повідомив один із служителів синагоги, поліція не прибувала на місце події протягом 20 хвилин, вони не повірили тим, хто дзвонив, і вважали, що шум вийшов від пострілів у повітря з прилеглих районів східного Єрусалиму.
Медики надають допомогу на місці нападу, зокрема десяткам людей у стані шоку.
На місці після теракту контролювали громадський порядок і забезпечували безпеку слідчим діям, військовослужбовці МАГАВ..
Прем'єр-міністр Ізраїлю Беньямін Нетаньяху отримує оновлену інформацію з місця події та збирається провести оцінку ситуації пізніше цього вечора. Генеральний інспектор поліції країни Кобі Шабтай прибув на місце інциденту незабаром після стрілянини.